# 加布里站

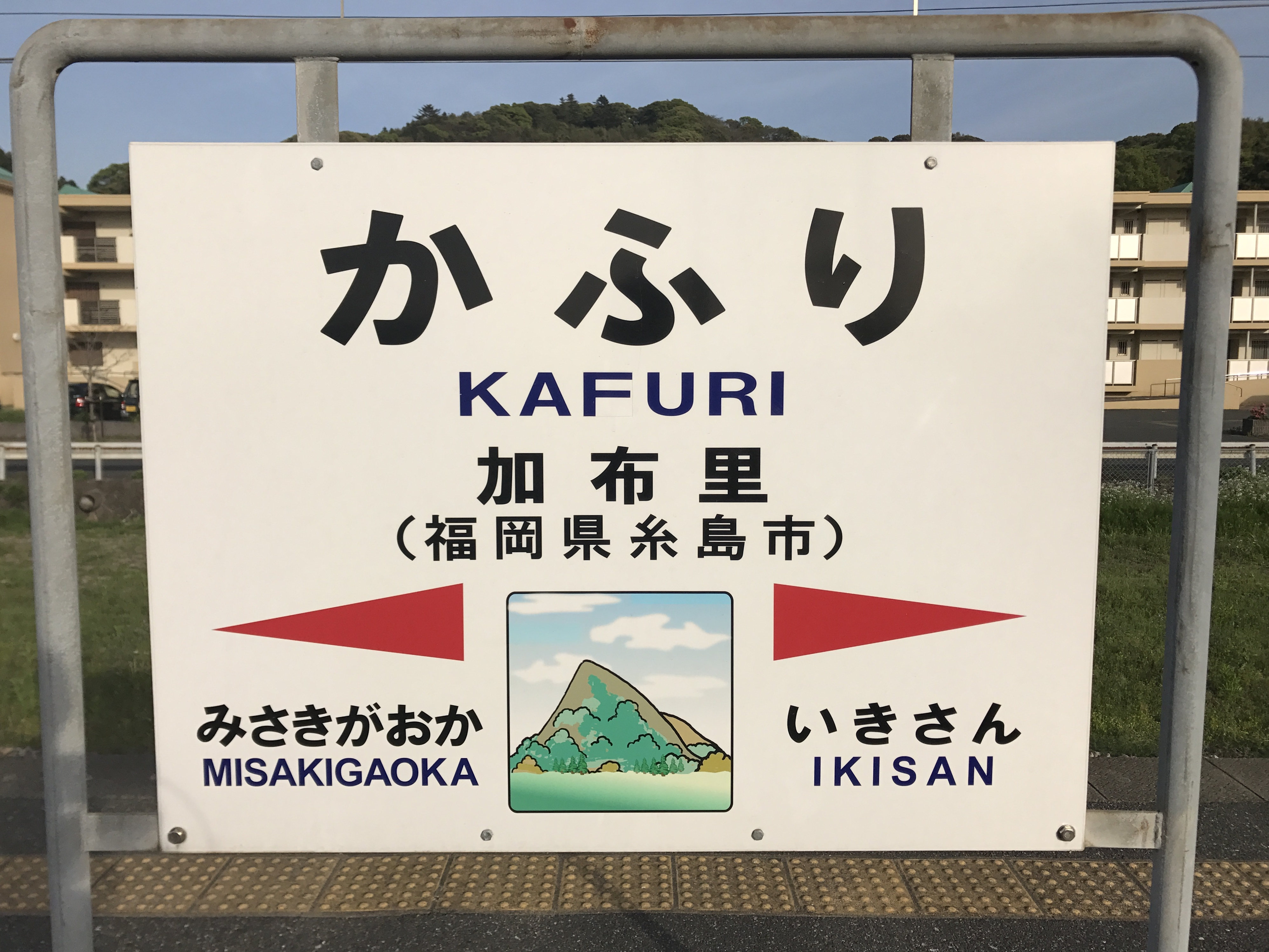
站名牌

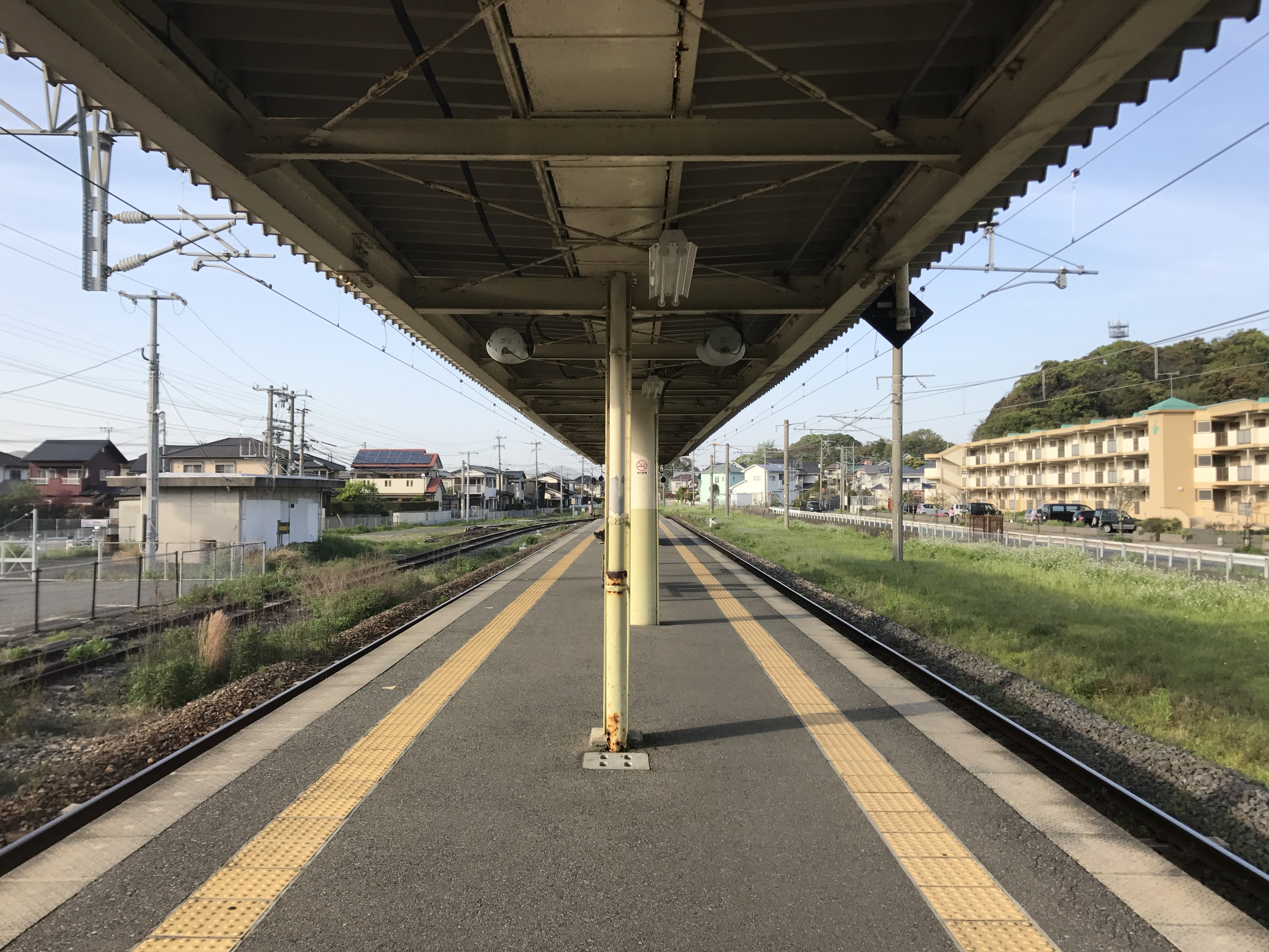
月台（2017年4月）

加布里站（日语：／ Kafuri eki */?）是位於福岡縣糸島市神在東四丁目11番8號，九州旅客鐵道（JR九州）的筑肥線車站。車站編號為JK10。

## 歷史
- 1924年（大正13年）4月1日：北九州鐵道（日语：北九州鉄道）前原站（現時：筑前前原站）至福吉站之間開通，此站啟用。
- 1937年（昭和12年）10月1日：北九州鐵道被國有化，成為鐵道省筑肥線。
- 1987年（昭和62年）4月1日：伴隨國鐵分割民營化，車站由九州旅客鐵道（JR九州）營運[3]。
- 2010年（平成22年）3月13日：此站可以使用IC卡「SUGOCA」[4]。
- 2016年（平成28年）3月26日：成為無人車站[1][2]。

## 車站構造
本站是地面車站，設有1面2線的島式月台。此站設有跨站式站房。本站曾經是業務委託車站，委托JR九州服務支援負責車站業務。在2016年3月起成為無人車站。站内設有簡易SUGOCA閘機，因此可使用SUGOCA等IC卡。

### 月台
| 月台 | 路線   | 上下行 | 方向                           |
| ---- | ------ | ------ | ------------------------------ |
| 1    | 筑肥線 | 上行   | 筑前前原、天神、博多、機場方向 |
| 2    | 筑肥線 | 下行   | 唐津、西唐津方向               |

## 使用狀況
在2019年（令和元年）度，1日平均乘車人次為664人
| 乘車人次變化 | 乘車人次變化 |
| 年度         | 1日平均人次  |
| ------------ | ------------ |
| 2005年       | 863          |
| 2006年       | 864          |
| 2007年       | 841          |
| 2008年       | 853          |
| 2009年       | 774          |
| 2010年       | 759          |
| 2011年       | 750          |
| 2012年       | 752          |
| 2013年       | 727          |
| 2014年       | 699          |
| 2015年       | 676          |
| 2016年       | 673          |
| 2017年       | 660          |
| 2018年       | 640          |
| 2019年       | 664          |

## 車站周邊
- 糸島市立加布里小學
- 釜塚古墳
- 牧之烏冬（日语：牧のうどん）總店
- 糸島農業協同組合（日语：糸島農業協同組合）（JA糸島）加布里分店

## 相鄰車站
九州旅客鐵道（JR九州）
筑肥線
■快速
通過
■普通
美咲丘（JK09）－加布里（JK10）－一貴山（JK11）

## 注腳
1. 1 2 3   (PDF) (新闻稿). 九州旅客鉄道株式会社. 2016-02-25  [2016-03-25]. （原始内容存档 (PDF)于2016-03-05） （日语）.
2. 1 2 3  . 交通新聞 (交通新聞社). 2016-03-02 （日语）.
3. ↑  九州鉄道百年祭実行委員会・百年史編纂部会 (编).  初版. 九州旅客鉄道. 1988: 181 （日语）.
4. ↑  . 交通新聞 (交通新聞社). 2010-03-16: 3 （日语）.
5. 1 2   (PDF). 九州旅客鉄道.   [2020-09-01]. （原始内容存档 (PDF)于2020-08-24） （日语）.
6. 1 2 3 4 5 6 7 8 9 10 11  糸島市統計白書（運輸、交通） 九州旅客鐵道不同站的上下車人次（JR筑肥線）
7. ↑   (PDF). 九州旅客鉄道.   [2020-09-01]. （原始内容 (PDF)存档于2017-08-01） （日语）.
8. ↑   (PDF). 九州旅客鉄道.   [2020-09-01]. （原始内容存档 (PDF)于2019-07-06） （日语）.
9. ↑   (PDF). 九州旅客鉄道.   [2020-09-01]. （原始内容存档 (PDF)于2020-03-15） （日语）.

## 外部連結
- 加布里（車站資訊） - 九州旅客鐵道（日語）